# Petrejoides michoacanae
Petrejoides michoacanae es una especie de coleóptero de la familia Passalidae.

## Distribución geográfica
Habita en México.